# 1076
Високе Середньовіччя •  Золота доба ісламу •  Реконкіста •  Київська Русь

## Геополітична ситуація
Візантію очолює Михайло VII. Генріх IV є королем Німеччини, а Філіп I — королем Франції.
Апеннінський півострів розділений між численними державами: північ належить Священній Римській імперії, середню частину займає Папська область, південна частина півострова окупована норманами. Деякі міста півночі: Венеція, Генуя, мають статус міст-республік.
Південь Піренейського півострова займають численні емірати, що утворилися після розпаду Кордовського халіфату. Північну частину півострова займають християнські Кастилія, Леон (Астурія, Галісія), Наварра, Арагон та Барселона. Вільгельм Завойовник є королем Англії, Олаф III — королем Норвегії, а Гаральд III М'який — Данії.
У Київській Русі почав княжити Всеволод Ярославич. Королем Польщі є Болеслав II Сміливий. Хорватію очолив Дмитар Звонімир. На чолі королівства Угорщина стоїть Геза I.
Аббасидський халіфат очолює аль-Муктаді під патронатом сельджуків, які окупували Персію, в Єгипті владу утримують Фатіміди, у Магрибі панують Альморавіди, у Середній Азії правлять Караханіди, Газневіди втримують частину Індії. У Китаї продовжується правління династії Сун. Значною державою в Індії є Чола. В Японії триває період Хей'ан.

## Події
- Після смерті Святослава Ярославича на київський престол вступив його брат Всеволод Ярославич.
- Диякон Іоанн уклав у Києві нову редакцію «Ізборника».
- Німецькі єпископи, поставлені королем Генріхом IV, відмовилися підпорядковуватися папі римському.
- Папа римський Григорій VII відлучив від церкви німецького короля Генріха IV.
- Григорій VII коронував Болеслава II Сміливого королем Польщі.
- Королем Хорватії став Дмитар Звонімир.

## Померли
- 27 грудня — у віці 49-и років помер Святослав II, син Ярослава Мудрого, князь чернігівський (1054-1073), великий князь київський (1073-1076).